# Little Red Songbook

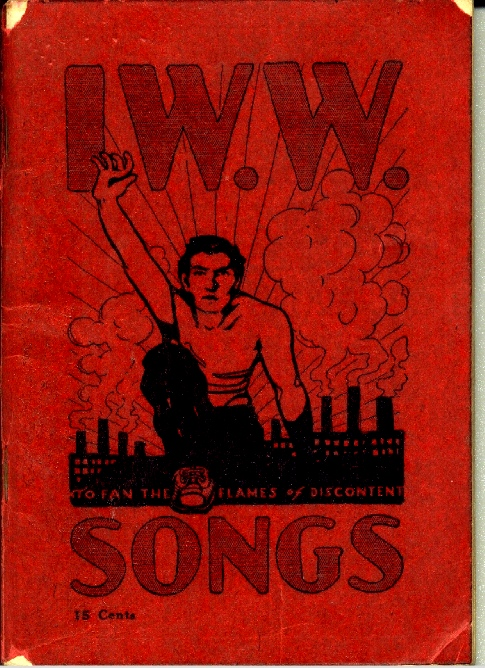
Little Red Book aus dem Jahr 1932

Das Little Red Songbook (Kleines rotes Liederbuch) ist ein Buch mit Liedern der Industrial Workers of the World (IWW).
Das Buch erscheint seit 1904. Die Lieder handeln meist von Solidarität mit der Arbeiterklasse. Joe Hill schrieb einige Lieder des Büchleins. Nicht jedes Mitglied der IWW erhält automatisch dieses Buch, es ist jedoch zu kaufen.
Das Buch gibt es auch in elektronischer Form im Internet. Es enthält mehr als 190 Lieder. 2011 erschien die 38. Auflage, die zum ersten Mal auch deutschsprachige Lieder, wie das Solidaritätslied enthält.